# Giovanni Battista Nauclerio
Giovanni Battista Nauclerio (ur. 1666, zm. 1739) – włoski architekt, jeden z najważniejszych przedstawicieli baroku neapolitańskiego. Jego bratem był Muzio Nauclerio.
Jego autorstwa są m.in.:
- fasada kościoła San Giovanni Battista delle Monache w Neapolu (1735 r.)[3],
- zakrystia kościoła San Domenico Maggiore w Neapolu (1709 r.)[4],
- kościół San Francesco degli Scarioni przy via Arco Mirelli w Neapolu (1721 r.)[5],
- dokończenie kościoła Santa Maria delle Grazie a Mondragone w Neapolu po śmierci Arcangelo Guglielmelliego[6],
- bramy do kościoła SS Severino e Sossio w Neapolu (1738 r.)[7],
- kościół San Francesco delle Monache w Neapolu[8].